# Делвина
Делвина или Делвин (на албански: Delvinë; на гръцки: Δελβινιον) е град в Южна Албания, исторически Епир, окръг Делвина, област Вльора.
Населението на града е 5754 души (2011), като 25 % от него са християни.
На юг от града се намират развалините на античната Фойника, обявени за архитектурен паметник под егидата на ЮНЕСКО. Във Фойника е сключен прословутия в античната история мир от Фойника, позволил на римляните предвождани от Сципион Африкански да дебаркират с два легиона в Северна Африка в близост до пунически Картаген, след което е удържана знаменитата победа в битката при Зама.

## Личности
- Серафим II Константинополски, вселенски патриарх